# Marie z Brienne
Marie z Brienne (asi 1225–1275) byla císařovna, manželka Balduina II. Konstantinopolského, latinského císaře v Konstantinopoli.

## Život
Byla dcerou Jana z Brienne a jeho třetí manželky Berenguely Leonské. Marie byla mladší, nevlastní sestrou Jolandy Jeruzalémské. Byla také sestrou Alfonse z Brienne. Jejími prarodiči z matčiny strany byli Alfons IX. Leónský a jeho druhá manželka Berenguela Kastilská.
19. dubna 1229 byla zasnoubena s Balduinem II., mladým dědicem Latinského císařství, během jehož nezletilosti byl Mariin otec regentem. Manželství mělo vytvořit dynastické spojenectví mezi oběma vládci. Marii byly v době zasnoubení asi čtyři roky, její rodiče se vzali v roce 1224. Svatba se konala v roce 1234. Nevěstě bylo asi devět let, ženichovi asi sedmnáct. Po svatbě se Marie stala císařovnou junior latinské říše. Císařovnou senior byla její matka. Jejich manželství bylo zaznamenáno v kronice Alberica z Trois-Fontaines.

### Císařovna
V roce 1236 byla Konstantinopol obležená kombinovanými silami bulharského cara Ivana Asena II. a Jana III. Dukase Vatatzése, byzantského císaře. Město bylo bráněno pouze malou posádkou rytířů, flotilou Benátské republiky a menší silou zaslanou Geoffreyem II. z Villehardouinu. Město bylo ušetřeno jen díky hádce mezi dvěma spojenci, kteří se přeli o to, kdo by převzal vládu nad městem, kdyby ho dobyli.
Jan z Brienne převzal vedení nad obranou města. Balduin odjel do západní Evropy požádat o pomoc. Jan z Brienne zemřel 27. března 1237, manželka Berenguela ho následovala 12. dubna. Dvanáctiletá Marie byla jmenována velitelkou města, jako jediný přítomný člen císařské rodiny.
Marii bylo asi patnáct let, když se její manžel Balduin vrátil v červenci 1239 do svého hlavního města v čele křižáků ze západní Evropy. Bylo jich asi třicet až šedesát tisíc. Město padlo v roce 1240, ale jiné úspěchy protivníci neměli.
Dne 15. dubna 1240 (Velikonoce) byl Balduin v Hagii Sofii korunován latinským císařem. Jediný známý syn Balduina a Marie, Filip z Courtenay, se narodil v roce 1243. Toto období relativního klidu však nemělo trvat dlouho. Balduin na konci roku 1243 odešel do Francie, kde měl v úmyslu hledat podporu u krále Ludvíka IX. Během jeho nepřítomnosti se Marie stala vládkyní říše, s Filipem z Toucy, který byl z počátku regentem. Filip byl synem Narjota z Toucy a jeho první manželky. Jeho matka byla dcerou Teodora Branase a Anežky Francouzské. Balduin byl nepřítomen několik let, nejdříve zůstal ve Francii a pak spolu s Ludvíkem IX. vyrazil na Sedmou křížovou výpravu. Vrátil se 8. října 1248.
Asi měsíc po Balduinově příjezdu Marie odjela z Konstantinopole do západní Evropy. Následovala pokyny Blanky Kastilské, své pratety, která zařídila její návštěvu a dala Balduinovi 20 000 livrů výměnou za dva sliby: že neprodá své pozemky v Namur, a že ji Marie do měsíce po Balduinově příjezdu do Konstantinopole navštíví. Balduin dal pokyn k přípravě čtyř ozbrojených lodí, aby Marii doprovázely do zahraničí. Marie přijela na Kypr, kde Ludvík IX. se svými křižáky čekal na příznivý vítr pro jejich lodě. Chtěli pokračovat do Akkonu. Křižáci se o Marii postarali. Pravděpodobně brzy poté, co opustila Kypr, Marie přijela 30. ledna 1240 do Euboie, do Francie se dostala v květnu. Podle Flanderské kroniky Marie u pratety Blanky zůstala až do její smrti v roce 1252, poté šla bydlet do manželova panství v Namur. Pro příští roky se Marie neúspěšně přela s Jindřichem V. Lucemburským při řízení těchto pozemků – které byly zdrojem pro císaře i císařovnu – až do 17. června 1258, kdy byly tyto země a hrady postoupeny Markétě Flanderské. Poté odešla ke kastilskému dvoru, kde získala peníze na výkupné pro svého syna Filipa, který byl držen jako rukojmí benátskými bankéři a byl propuštěn někdy mezi červnem 1258 a 1. květnem 1261.

### Pád Konstantinopole
Císařský pár neudržel své hlavní město dlouho. Když byzantská síla dorazila do vesnice Silivri, zjistili vojáci od místních zemědělců, že celé latinské posádce i benátskému loďstvu chybí vedení. Byzantská vojska dlouho neváhala.
V noci 25. července 1261 se Alexios Strategopulos a jeho muži přiblížili k městských hradbám a schovali se u kláštera Pege. Alexios nařídil části svých mužů, aby jim udělali cestu do města tajnou chodbou. Napadli hradby zevnitř, překvapili stráže a otevřeli bránu, což umožnilo vstup byzantských sil do města. Obyvatelé Konstantinopole byli překvapení, a po boji se byzantinci zmocnili města. Díky včasnému příjezdu vracejícího se benátského loďstva byli latinci evakuováni, ale město bylo ztraceno navždy. Marii s manželem se pravděpodobně podařilo uprchnout.

### Vyhnanství
Benátské loďstvo odvezlo Balduina a Marii na Euboiu, odtud pokračovali do Atén, Apulie a pak zpět do Francie. V následujících letech žili tak, že prodávali svá práva na různé tituly a pozemky.
Dne 26. března 1263 jejich práva na Namur koupil Guy z Dampierre. Namur byl v té době v držení Jindřicha V. Lucemburského, ale Guy ho v roce 1268 úspěšně ovládl. V lednu 1266 jejich práva na soluňské království koupil Hugo IV. Burgundský za 13 000 livrů.
V říjnu 1273 Balduin zemřel v Neapoli. Marie ho přežila o dva roky. Byla pochována v Assisi.

### Potomci
Marie s Balduinem měli jednoho přeživšího syna, Filipa z Courtenay.